# Rudolf V (margrabia Badenii)
Rudolf V (zm. 28 sierpnia 1361 r.) – margrabia Badenii z rodu Zähringen.

## Życiorys
Rudolf był młodszym synem margrabiego Badenii Rudolfa IV i Marii, córki Fryderyka I, hrabiego Oettingen. Uzyskał prawa do ceł w Strasburgu. 
Jego żoną była Adelajda, córka jego kuzyna Rudolfa Hesso. Nie miał dzieci, po bezpotomnej śmierci jego dobra przypadły jego bratankowi Rudolfowi VI.